# پسماند خطرناک

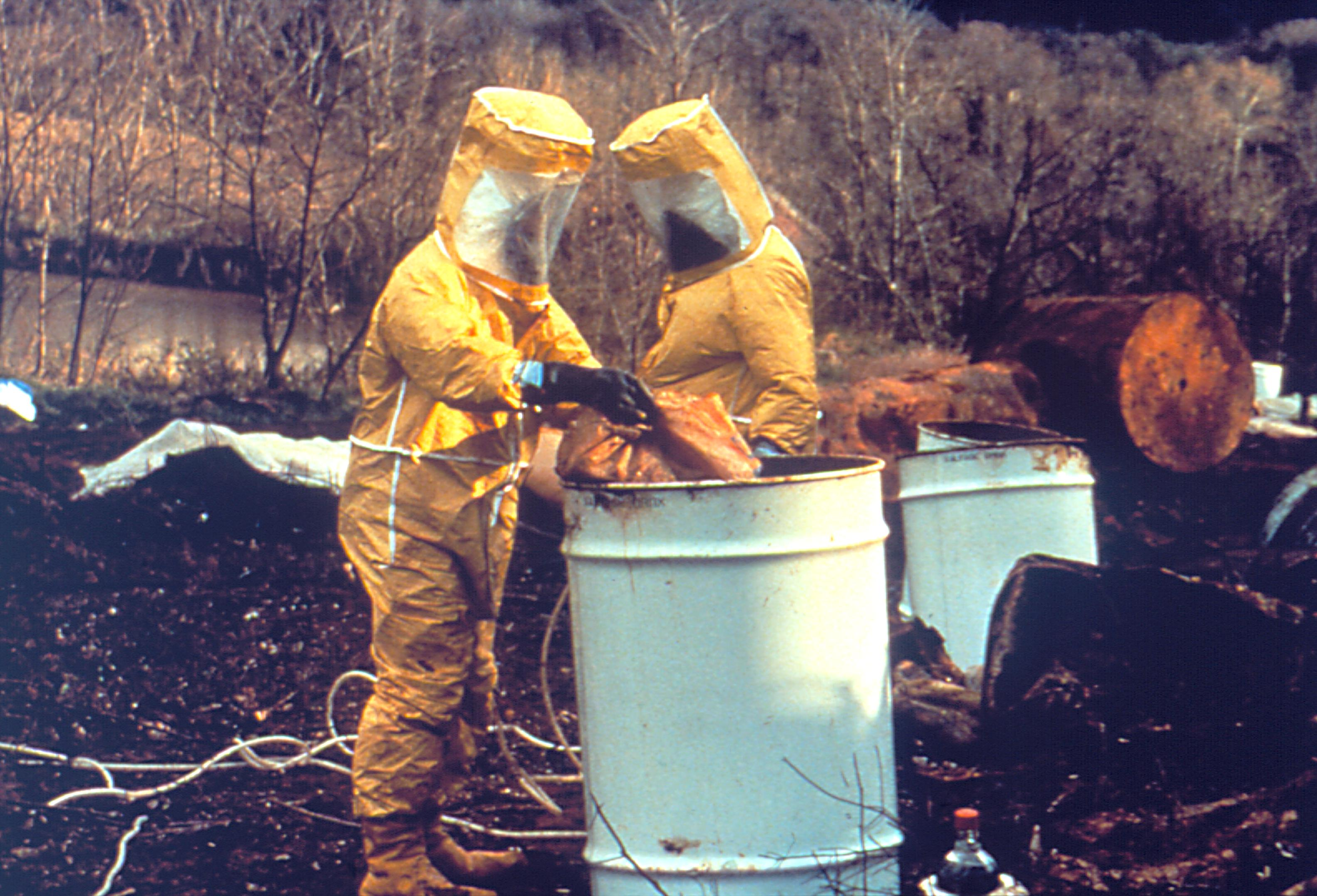
لباس‌های حفاظتی مخصوص بر تن مأموران امحای پسماندهای خطرناک

پسماند خطرناک یا مواد زائد خطرناک (به انگلیسی: Hazardous Waste) عمدتاً از سال ۱۹۷۰ به‌کار برده شده‌است. پیش از آن به جای پسماند خطرناک از واژه «پسماند شیمیایی» استفاده می‌شده‌است. میزان تولید این مواد در طی چند دههٔ اخیر، رشد بسیار فزاینده‌ای داشته‌است. از دهه ۱۹۸۰ مدیریت پسماند مهم‌ترین مسئله روز در کشورهای پیشرفته مانند کشورهای اروپایی و آمریکا بوده و همچنین در ژاپن مسئله DDT و مشکل جیوه و کادمیم برای این کشور خطرآفرین شده‌است. نمونه بارز عدم توجه به پسماند خطرناک در فرایند تولید و ایمنی مربوط به آن‌ها فاجعه انفجار رآکتور و نشت ماده بسیار خطرناک متیل ایزوسیانات در بوپال هندوستان می‌باشد. از طرفی تجربه در تعدادی از کشورهای توسعه یافته نشان داده‌است که پاک کردن خطاهای گذشته در این خصوص پرهزینه‌تر از مدیریت صحیح آن در همان زمان می‌باشد. به‌طوری‌که با توجه به محاسبات انجام شده، پاک‌سازی و حذف پسماند خطرناک که به صورت اصولی و صحیح مدیریت نشده‌اند، بین ۱۰ تا ۱۰۰ برابر پرهزینه‌تر از مدیریت صحیح اولیه برآورد گردیده‌است.